# شارلوته كولر
شارلوته كولر (بالإنجليزية: Charlotte Kohler)‏ هي أكاديمية أمريكية، ولدت في 16 سبتمبر 1908 في ريتشموند في الولايات المتحدة، وتوفيت في 15 سبتمبر 2008 في شارلوتسفيل في الولايات المتحدة بسبب قصور القلب.